# Нова Весь (Паєнчанський повіт)
Нова Весь (пол. Nowa Wieś) — село в Польщі, у гміні Сульмежиці Паєнчанського повіту Лодзинського воєводства.
Населення — 71 особа (2011).
У 1975-1998 роках село належало до Пйотрковського воєводства.

## Демографія
Демографічна структура станом на 31 березня 2011 року:
|          | Загалом | Допрацездатний вік | Працездатний вік | Постпрацездатний вік |
| -------- | ------- | ------------------ | ---------------- | -------------------- |
| Чоловіки | 31      | 8                  | 21               | 2                    |
| Жінки    | 40      | 9                  | 20               | 11                   |
| Разом    | 71      | 17                 | 41               | 13                   |